# Lord Nairne
Lord Nairne ist ein erblicher britischer Adelstitel in der Peerage of Scotland, der nach der Stadt Nairn benannt ist. Die Lordship wird derzeit als nachgeordneter Titel vom jeweiligen Viscount Mersey geführt wird.

## Verleihung
Der Titel wurde am 27. Januar 1681 von König Charles II. für Sir Robert Nairne of Strathord geschaffen, der zu seinen engsten Unterstützern zählte. Der Titel wurde mit dem besonderen Zusatz verliehen, dass er, in Ermangelung eines Sohnes, auch an den Ehemann seiner Tochter Margaret Nairne (1669–1747) sowie deren männliche Nachkommen und in deren Ermangelung auch in weiblicher Linie vererbt werden kann.
Da beim Tod des 1. Lords dessen einzige Tochter Margaret noch unverheiratet war, ruhte der Titel, bis diese 1690 Lord Lord William Murray, einen jüngeren Sohn des 1. Marquess of Atholl, heiratete. Dieser beteiligte sich am Jakobitenaufstand von 1715, wurde in der Schlacht von Preston 1715 gefangen genommen, 1716 wegen Hochverrats geächtet; seine Titel und Ländereien wurden eingezogen. Am 17. Juni 1824 wurde die Ächtung durch Act of Parliament rückwirkend widerrufen und der Titel für dessen Urenkel als 5. Lord wiederhergestellt. Der 3. und 4. Lord werden daher de iure mitgezählt, obwohl sie den Titel zu ihren Lebzeiten nicht geführt haben.
Dadurch, dass der Titel auch in weiblicher Linie vererbt werden kann, wechselte er mehrfach die Familie. Von 1895 bis 1944 wurde er vom jeweiligen Marquess of Lansdowne als nachgeordneter Titel geführt, nachdem der 5. Marquess ihn von seiner Mutter geerbt hatte. Seit 1995 wird die Würde vom jeweiligen Viscount Mersey als nachgeordneter Titel getragen. Auch in diese Familie war er durch die Mutter des 4. Viscounts gekommen.

## Liste der Lords Nairne (1681)
- Robert Nairne, 1. Lord Nairne (um 1620–1683)
- William Murray, 2. Lord Nairne (1664–1726) (Titel aberkannt 1716)
- John Nairne, de iure 3. Lord Nairne (1691–1770)
- John Nairne, de iure 4. Lord Nairne († 1782)
- William Murray Nairne, 5. Lord Nairne (1757–1830) (Verleihung erneuert 1824)
- William Murray Nairne, 6. Lord Nairne (1808–1837)
- Margaret Mercer Elphinstone, 7. Lady Nairne, 2. Baroness Keith (1788–1867)
- Emily Jane Petty-FitzMaurice, Marchioness of Lansdowne, 8. Lady Nairne (1819–1895)
- Henry Charles Keith Petty-FitzMaurice, 5. Marquess of Lansdowne, 9. Lord Nairne (1845–1927)
- Henry William Edmund Petty-FitzMaurice, 6. Marquess of Lansdowne, 10. Lord Nairne (1872–1936)
- Charles Petty-Fitzmaurice, 7. Marquess of Lansdowne, 11. Lord Nairne (1917–1944)
- Katherine Evelyn Constance Bigham, Viscountess Mersey, 12. Lady Nairne (1912–1995)
- Richard Maurice Clive Bigham, 4. Viscount Mersey, 13. Lord Nairne (1934–2006)
- Edward John Hallam Bigham, 5. Viscount Mersey, 14. Lord Nairne (* 1966)

Voraussichtliche Titelerbin (Heiress Presumptive) ist die Tochter des jetzigen Titelträgers, Hon. Flora Diana Joan Bigham, Mistress of Nairne (* 2003).